# Culex marianae
Culex marianae är en tvåvingeart som beskrevs av Richard Mitchell Bohart och Ingram 1946. Culex marianae ingår i släktet Culex och familjen stickmyggor. Inga underarter finns listade i Catalogue of Life.